# Franklin D. Roosevelt Lake
Franklin D. Roosevelt Lake (meestal Lake Roosevelt genoemd, soms Roosevelt Lake) is een groot stuwmeer gevormd in 1941 door de Grand Couleedam op de Columbia River in de Amerikaanse staat Washington. Het is vernoemd naar Franklin D. Roosevelt, die president was tijdens de bouw van de dam. Met een oppervlakte van 337 km² strekt het zich uit over ongeveer 240 km van de grens tussen Canada en de VS tot Grand Coulee Dam, met meer dan 970 km kustlijn. Qua oppervlakte is het het grootste meer en stuwmeer van de staat Washington. Rond het meer ligt de Lake Roosevelt National Recreation Area.
Lake Roosevelt ligt in delen van vijf county's in het noordoosten van Washington, ruwweg in afnemende volgorde van het areaal van het meer zijn het Ferry County, Stevens County, Lincoln County, Okanogan County en Grant County.
Initieel kreeg het meer meerdere namen, waaronder Columbia Lake lokaal een van de meest gebruikte was. Op 17 april 1945, vijf dagen na de dood van president Roosevelt, doopte minister van Binnenlandse Zaken Harold L. Ickes het stuwmeer om tot Franklin D. Roosevelt Lake. Ickes verklaarde dat deze symbolische eer erkende hoe president Roosevelt de dam verdedigde en pleitte voor de wetgeving om deze te creëren. Het bijbehorende Coulee Dam National Recreation Area werd pas in 1996 hernoemd naar Roosevelt om bij het meer te passen. 
De National Park Service onderhoudt bezoekerscentra, bootcampings, campings aan de oevers en voert patrouilles op het meer uit ter controle van maritieme veiligheidsregels. Maar ook het Bureau of Reclamation heeft beheerstaken, onder meer om houttransport te controleren en te verhinderen dat hout in het stuwmeer tot zinken komt. Het Bureau of Indian Affairs beheert eveneens indirect delen van het meer, met name die zones die langs het Colville Indian Reservation en Spokane Reservation liggen.
Het heeft ook de grootste opslagcapaciteit van de SRP-meren met de mogelijkheid om 2.039 km³ water op te slaan wanneer de instandhoudingslimiet van de Roosevelt Dam is bereikt. Dammen worden gebouwd voor meerdere doeleinden, waaronder overstromingsbeheersing en watervoorziening. De instandhoudingslimiet is een sleutelfactor bij het balanceren van deze concurrerende behoeften. Op dit peil bevat het stuwmeer normaal voldoende water voor een continue watervoorziening stroomafwaarts te bieden en voldoende capaciteit om overstromingen van het stuwmeer bij plotse wateraanvoer op te vangen. Wanneer de dam door grote watervolumes in de overstromingsbeheersingsmodus staat, kan het meer 3.590 km³ water opslaan, Het US Army Corps of Engineers vereist echter dat al het water boven de instandhoudingslimiet binnen 20 dagen uit het meer wordt geloosd.
Het meer ligt stroomafwaarts van een gebied in de Canadese provincie British Columbia waar het Canadese mijnbouwbedrijf Cominco actief is en is het onderwerp geweest van rechtszaken over milieuproblemen. De smelterij van Cominco stortte metaalslakken van zijn fabriek in de Columbia River, die vervolgens uitmondde in Lake Roosevelt. Er werd bezorgdheid geuit over het milieu toen bleek dat deze afzettingen kwik, lood en zink bevatten. Eind 20e en begin 21e eeuw hebben deze disputen geleid tot opkuisactiviteiten en productieaanpassingen ten laste van en bij Cominco.